# Liste der Kulturdenkmäler in Waldleiningen
In der Liste der Kulturdenkmäler in Waldleiningen sind Kulturdenkmäler der rheinland-pfälzischen Ortsgemeinde Waldleiningen aufgeführt. Grundlage ist die Denkmalliste des Landes Rheinland-Pfalz (Stand: 21. Juli 2023).

## Einzeldenkmäler
| Bezeichnung | Lage                  | Baujahr                     | Beschreibung | Bild            |
| ----------- | --------------------- | --------------------------- | --- | --------------- |
| Forstamt    | Lauterstraße 6/8 Lage | Anfang des 19. Jahrhunderts | großer klassizistischer Walmdachbau, Scheune, Anfang des 19. Jahrhunderts; späterer Sandsteinquaderbau mit Pyramidendach | Fotos hochladen |
| Hofanlage   | Schloßstraße 1 Lage   | Mitte des 19. Jahrhunderts  | eingeschossige Einfirstanlage, Mitte des 19. Jahrhunderts                                                                | BW              |